# دامس
دامس وكان يطلق عليها سابقا اسم خنيزير هي قرية سورية تتبع ناحية مركز محردة في منطقة محردة في محافظة حماة. وتقع غرب مدينة محردة وتبعد عن مدينة حماة 35 كم. بلغ عدد سكانها 2,716 نسمة في عام 2004 حسب إحصاء المكتب المركزي للإحصاء.

## وصلات خارجية
قرية دامس ( خنيزير) - موقع محافظة حماة